# 斯卡爾普河
斯卡爾普河（法語：Scarpe，法語發音：[skaʁp]）是法國的河流，屬於斯海尔德河（埃斯科河）的左支流，河道全長102公里，流域面積1,322平方公里，發源自贝尔勒-蒙谢勒，流經阿拉斯、杜埃和圣阿芒莱索，河口處在北部省莫尔塔涅。

## 外部連結
- http://www.geoportail.fr （页面存档备份，存于）
- Sandre数据库中的斯卡爾普河

1. ↑  . Ramsar Sites Information Service.   [3 February 2020]. （原始内容存档于2021-11-19）.